# Амвросий (Скобиола)
Архиепископ Амвро́сий (в миру Андрей Петрович Скобиола; род. 22 февраля 1980, Корсаков, Сахалинская область) — архиерей Украинской православной церкви (Московского патриархата), архиепископ Волновахский (с 2019), викарий Донецкой епархии.

## Биография
Родился 22 февраля 1980 года в городе Корсаков Сахалинской области в семье рабочего.
В 1983 году принял таинство Крещения. В том же году со своей семьёй переехал в город Ясиноватая Донецкой области.
С 1987 по 1997 годы учился в общеобразовательной школе. После школы окончил водительские курсы, потом устроился на работу в Ясиноватский машиностроительный завод на должность автослесаря. Параллельно в течение 5 лет нес послушание пономаря и чтеца в Святониколаевском храме в городе Ясиноватая Донецкой области.
В 1999 году вступил в создаваемую Успенскую Николо-Васильевскую обитель в селе Никольское Волновахского района Донецкой области, где сначала нес послушание церковника, а затем келейника основателя обители схиархимандрита Зосимы (Сокура).
22 августа 2001 года по благословению митрополита Донецкого и Мариупольского Илариона (Шукало), наместником обители схиархимандритом Зосимой (Сокуром) был пострижен в мантию с наречением имени Амвросий в честь преподобного Амвросия Оптинского (память 10/23 октября).
7 октября 2001 года митрополитом Донецким и Мариупольским Иларионом был хиротонисан во иеродиакона. 21 января 2003 года награждён двойным орарём.
10 декабря 2003 года митрополитом Донецким и Мариупольским Иларионом был хиротонисан во иеромонаха.
18 апреля 2006 года возведён в достоинство игумена.
29 августа 2009 года награждён правом ношения креста с украшениями.
22 марта 2012 года в Успенском Николо-Васильевском монастыре в селе Никольское митрополитом Донецким и Мариупольским Иларионом (Шукало) был возведён в достоинство архимандрита.
4 октября 2013 года назначен исполняющим обязанности наместника Васильевского мужского монастыря в селе Никольское Волновахского района Донецкой области. 20 июня 2014 года, согласно решению Священного Синода УПЦ (журнал № 12 от 19 июня 2014 года), является наместником (игуменом) Свято-Васильевского мужского монастыря Донецкой епархии УПЦ.

## Архиерейство
3 апреля 2019 года Священный Синод УПЦ избрал его для рукоположения в сан епископа Волновахского, викария Донецкой епархии.
5 апреля 2019 года наречён во епископа Волновахского, викария Донецкой епархии.
6 апреля 2019 года, в субботу 4-й седмицы Великого поста, Блаженнейший Митрополит Киевский и всея Украины Онуфрий совершил архиерейскую хиротонию над архимандритом Амвросием (Скобиолой) в храме в честь преподобных Антония и Феодосия Свято-Успенской Киево-Печерской Лавры.
Указом Блаженнейшего митрополита Онуфрия от 17 августа 2022 года возведен в сан архиепископа.